# Jean Bertin
Jean Bertin (5. září 1917, Druyes-les-Belles-Fontaines, Département Yonne – 21. prosince 1975, Neuilly-sur-Seine) byl francouzský inženýr a průkopník v oblasti dopravy vznášedly. Jeho jméno je spojeno zejména s vývojem Aérotrainu, což byl experimentální druh vlaku na principu vznášedla, vyvíjený ve Francii v letech 1965–1977.
Studoval na École Polytechnique, promoval v roce 1938, École nationale supérieure de l'aéronautique et de l'espace (SUPAERO, 1939), v roce 1944 začal pracovat ve francouzské státní společnosti pro vývoj leteckých motorů (Société nationale d'études et de construction de moteurs d'aviation, SNECMA).
1. října 1955 založil firmu Bertin & Cie.